# Temporada 1987-88 de los Cleveland Cavaliers
La temporada 1987-88 fue la decimoctava de los Cleveland Cavaliers en la NBA. La temporada regular acabó con 42 victorias y 40 derrotas, ocupando el sexto puesto de la conferencia Este, clasificándose para los playoffs, en los que cayó en primera ronda ante Chicago Bulls.

## Elecciones en elDraft
| Ronda | Puesto | Jugador         | Posición | Nacionalidad   | Universidad      |
| ----- | ------ | --------------- | -------- | -------------- | ---------------- |
| 1     | 7      | Kevin Johnson   | Base     | Estados Unidos | California       |
| 2     | 41     | Kannard Johnson | Alero    | Estados Unidos | Western Kentucky |
| 3     | 52     | Donald Royal    | Alero    | Estados Unidos | Notre Dame       |
| 4     | 75     | Chris Dudley    | Pívot    | Estados Unidos | Yale             |

## Temporada regular
| División Central      | División Central | División Central | División Central | División Central | División Central | División Central | División Central | División Central |
| Equipo                | G                | P                | %                | PD               | Casa             | Fuera            | Div              |                  |
| --------------------- | ---------------- | ---------------- | ---------------- | ---------------- | ---------------- | ---------------- | ---------------- | ---------------- |
| y-Detroit Pistons     | 54               | 28               | .659             | –                | 34–7             | 20–21            | 20–10            |                  |
| x-Chicago Bulls       | 50               | 32               | .610             | 4                | 30–11            | 20–21            | 16–13            |                  |
| x-Atlanta Hawks       | 50               | 32               | .610             | 4                | 30-11            | 20-21            | 16–13            |                  |
| x-Milwaukee Bucks     | 42               | 40               | .512             | 12               | 30–11            | 12–29            | 13–17            |                  |
| x-Cleveland Cavaliers | 42               | 40               | .512             | 12               | 31–10            | 11–30            | 11–19            |                  |
| Indiana Pacers        | 38               | 44               | .463             | 16               | 25–16            | 13–28            | 13–17            |                  |

## Playoffs

### Primera ronda
Chicago Bulls  vs. Cleveland Cavaliers
| Fecha       | Partido                                    | Ciudad    |
| ----------- | ------------------------------------------ | --------- |
| 28 de abril | Chicago Bulls 104, Cleveland Cavaliers 93  | Chicago   |
| 1 de mayo   | Chicago Bulls 106, Cleveland Cavaliers 101 | Chicago   |
| 3 de mayo   | Cleveland Cavaliers 110, Chicago Bulls 102 | Cleveland |
| 5 de mayo   | Cleveland Cavaliers 97, Chicago Bulls 91   | Cleveland |
| 8 de mayo   | Chicago Bulls 107, Cleveland Cavaliers 101 | Chicago   |
|             | Chicago Bulls gana las series 3-2          |           |

## Estadísticas
| Rk | Jugador          | Edad | P  | PT | MP   | TC  | TCI  | %TC   | T3  | T3I | %T3  | TL  | TLI | %TL  | RO  | RD  | RT  | AS  | RB  | TAP | BP  | FP  | PTS  |
| -- | ---------------- | ---- | -- | -- | ---- | --- | ---- | ----- | --- | --- | ---- | --- | --- | ---- | --- | --- | --- | --- | --- | --- | --- | --- | ---- |
| 1  | Brad Daugherty   | 22   | 79 | 78 | 37.4 | 7.0 | 13.7 | .510  | 0.0 | 0.0 | .000 | 4.8 | 6.7 | .716 | 1.9 | 6.5 | 8.4 | 4.2 | 0.6 | 0.7 | 3.4 | 3.0 | 18.7 |
| 2  | Larry Nance      | 28   | 27 | 26 | 33.6 | 5.9 | 11.3 | .526  | 0.0 | 0.0 | .000 | 4.3 | 5.2 | .830 | 2.7 | 5.1 | 7.9 | 3.1 | 0.7 | 2.3 | 1.8 | 3.3 | 16.2 |
| 3  | Mark Price       | 23   | 80 | 79 | 32.8 | 6.2 | 12.2 | .506  | 0.9 | 1.9 | .486 | 2.8 | 3.2 | .877 | 0.7 | 1.6 | 2.3 | 6.0 | 1.2 | 0.2 | 2.3 | 1.5 | 16.0 |
| 4  | Ron Harper       | 24   | 57 | 52 | 32.1 | 6.0 | 12.8 | .464  | 0.1 | 0.4 | .150 | 3.4 | 4.9 | .705 | 1.1 | 2.8 | 3.9 | 4.9 | 2.1 | 0.9 | 2.8 | 2.8 | 15.4 |
| 5  | Hot Rod Williams | 25   | 77 | 50 | 27.4 | 4.1 | 8.6  | .477  | 0.0 | 0.0 | .000 | 2.7 | 3.6 | .756 | 2.1 | 4.5 | 6.6 | 1.3 | 0.8 | 1.9 | 1.4 | 2.6 | 10.9 |
| 6  | Mark West        | 27   | 54 | 12 | 21.9 | 3.4 | 5.9  | .576  | 0.0 | 0.0 |      | 1.8 | 2.8 | .621 | 1.5 | 3.7 | 5.2 | 0.9 | 0.5 | 1.5 | 1.7 | 2.9 | 8.5  |
| 7  | Craig Ehlo       | 26   | 79 | 27 | 21.6 | 2.9 | 6.1  | .466  | 0.3 | 0.8 | .344 | 1.1 | 1.7 | .674 | 1.1 | 2.4 | 3.5 | 2.6 | 1.0 | 0.4 | 1.4 | 2.3 | 7.1  |
| 8  | Tyrone Corbin    | 25   | 54 | 4  | 21.3 | 2.9 | 6.0  | .491  | 0.0 | 0.1 | .000 | 1.4 | 1.8 | .786 | 1.5 | 2.6 | 4.1 | 1.0 | 0.8 | 0.3 | 1.2 | 2.4 | 7.3  |
| 9  | Phil Hubbard     | 31   | 78 | 59 | 20.9 | 3.0 | 6.2  | .489  | 0.0 | 0.1 | .000 | 2.3 | 3.1 | .749 | 1.5 | 2.1 | 3.6 | 1.0 | 0.6 | 0.1 | 1.5 | 2.1 | 8.4  |
| 10 | Kevin Johnson    | 21   | 52 | 3  | 20.1 | 2.8 | 6.0  | .460  | 0.0 | 0.2 | .222 | 1.8 | 2.2 | .821 | 0.2 | 1.2 | 1.4 | 3.7 | 1.2 | 0.3 | 1.6 | 1.8 | 7.3  |
| 11 | Dell Curry       | 23   | 79 | 8  | 19.0 | 4.3 | 9.4  | .458  | 0.4 | 1.0 | .346 | 1.0 | 1.3 | .782 | 0.5 | 1.6 | 2.1 | 1.9 | 1.2 | 0.3 | 1.4 | 1.6 | 10.0 |
| 12 | Mike Sanders     | 27   | 24 | 11 | 17.4 | 3.0 | 5.5  | .538  | 0.0 | 0.0 |      | 0.8 | 1.0 | .870 | 0.4 | 1.5 | 2.0 | 1.1 | 0.5 | 0.2 | 1.0 | 2.4 | 6.8  |
| 13 | Chris Dudley     | 22   | 55 | 1  | 9.3  | 1.2 | 2.5  | .474  | 0.0 | 0.0 |      | 0.7 | 1.3 | .563 | 1.3 | 1.3 | 2.6 | 0.4 | 0.2 | 0.3 | 0.6 | 1.6 | 3.1  |
| 14 | Johnny Rogers    | 24   | 24 | 0  | 7.0  | 1.1 | 2.5  | .426  | 0.0 | 0.1 | .000 | 0.4 | 0.5 | .769 | 0.3 | 0.8 | 1.1 | 0.1 | 0.2 | 0.1 | 0.4 | 1.0 | 2.6  |
| 15 | Kent Benson      | 33   | 2  | 0  | 6.0  | 1.0 | 1.0  | 1.000 | 0.0 | 0.0 |      | 0.5 | 1.0 | .500 | 0.0 | 0.5 | 0.5 | 0.0 | 0.5 | 0.5 | 1.0 | 1.0 | 2.5  |
| 16 | Kevin Henderson  | 23   | 5  | 0  | 4.0  | 0.4 | 1.0  | .400  | 0.0 | 0.0 |      | 1.0 | 2.4 | .417 | 0.6 | 0.2 | 0.8 | 0.4 | 0.0 | 0.0 | 0.4 | 0.4 | 1.8  |
| 17 | Kannard Johnson  | 22   | 4  | 0  | 3.0  | 0.3 | 0.8  | .333  | 0.0 | 0.0 |      | 0.0 | 0.0 |      | 0.0 | 0.0 | 0.0 | 0.0 | 0.3 | 0.0 | 0.5 | 0.3 | 0.5  |

## Galardones y récords
| Jugador        | Galardón |
| Brad Daugherty | All-Star |